# Kaifi Azmi
Kaifi Azmi, nato Syed Athar Hussain Rizvi (Mizwaan, 14 gennaio 1919 – Mumbai, 10 maggio 2002), è stato un poeta e scrittore indiano in urdu, considerato insieme a Pirzada Qasim e Jaun Elia tra i maggiori partecipanti ai mushaira del ventesimo secolo.